# شيرمان هوارد
شيرمان هوارد (بالإنجليزية: Sherman Howard)‏ (و. 1949  م) هو ممثل تلفزي، وممثل أفلام، ومؤدي أصوات أمريكي، ولد في شيكاغو.

## التعليم
تعلم في American Conservatory Theater ‏.

## وصلات خارجية
- شيرمان هوارد على موقع IMDb (الإنجليزية)
- شيرمان هوارد على موقع ألو سيني (الفرنسية)
- شيرمان هوارد على موقع ميوزك برينز (الإنجليزية)
- شيرمان هوارد على موقع أول موفي (الإنجليزية)
- شيرمان هوارد على موقع قاعدة بيانات برودواي على الإنترنت (الإنجليزية)
- شيرمان هوارد على موقع قاعدة بيانات الأفلام السويدية (السويدية)
- شيرمان هوارد على موقع قاعدة بيانات الفيلم (الإنجليزية)
- شيرمان هوارد على موقع كينوبويسك (الروسية)